# 内海十楼
内海 十楼（うつみ じゅうろう、1899年1月19日 - 1962年12月24日）は、日本の裁判官。東京高等裁判所判事、仙台地方裁判所所長などを務めた。

## 略歴
内海重男の長男として福岡市に生まれる。1919年福岡県立中学修猷館、1922年3月第五高等学校文科甲類を経て、1925年3月東京帝国大学法学部法律学科（英法）を卒業。同年高等試験司法科に合格。
1926年司法官試補となり、1928年千葉地方裁判所判事に進み、その後、東京地方裁判所判事、東京控訴院判事、東京民事地方裁判所判事部長、札幌控訴院判事部長を経て、1947年秋田地方裁判所所長に就任。仙台地方裁判所所長を経て、1951年4月東京高等裁判所判事に就任。退官後、1957年9月公証人となる。
1962年12月24日、心筋梗塞のため自宅にて死去。